# François-Xavier Ortoli
Pour les articles homonymes, voir Ortoli.
François-Xavier Ortoli, né le 16 février 1925 à Ajaccio (Corse) et mort le 29 novembre 2007 à Paris, est un haut fonctionnaire, homme politique et homme d'affaires français. Il occupe divers postes ministériels, avant d'être président de la Commission européenne, entre 1973 et 1977. Il est ensuite vice-président de cette institution et chargé des Affaires économiques et financières, ainsi que du Crédit et des investissements, entre 1977 et 1985.

## Biographie

### Jeunesse, guerre et formation
François-Xavier Ortoli naît à Ajaccio en 1925 et passe son adolescence en Indochine, où son père est directeur de l'enregistrement. Il fait ses études secondaires au lycée Albert-Sarraut de Hanoï.
Il est décoré de la croix de guerre 1939-1945 à la fin de la Seconde Guerre mondiale pour son engagement dans la résistance contre les Japonais en Indochine. Il est de plus décoré de la médaille militaire et de la médaille de la Résistance.
En 1947, il est admis à la toute nouvelle École nationale d'administration (ENA) puis, au terme de sa scolarité, intègre l'inspection des finances.

### Carrière

#### Politique et haute administration
Après avoir participé à plusieurs cabinets ministériels, il prend, en 1958, la tête de la direction du marché intérieur de la Commission européenne.
En 1961, Ortoli devient secrétaire général du comité interministériel pour les questions de coopération économique européenne (SGCI).
De 1962 à 1966, il est directeur de cabinet du Premier ministre Georges Pompidou, où il est l'auteur du rapport qui lança le premier plan Calcul en 1966,.
Après un bref passage à la tête du Commissariat général du Plan, il est nommé en avril 1967, ministre de l'Équipement et du Logement. Il a alors comme directeur de cabinet Georges Pébereau.
En mai 1968, il succède à Alain Peyrefitte comme ministre de l'Éducation nationale.
En juin 1968, François-Xavier Ortoli est élu député UDR de Lille. Il est nommé en juillet ministre de l'Économie et des Finances dans le gouvernement de Maurice Couve de Murville. Il est élu conseiller général de Lille élu dans le canton de Lille-Ouest de 1969 à 1975. Enfin, de juin 1969 à juillet 1972, il est ministre du Développement industriel et de la Recherche scientifique dans le gouvernement de Jacques Chaban-Delmas.

#### Carrière européenne
De 1973 à 1977, il est le premier président français de la Commission européenne. Il doit alors affronter le premier choc pétrolier et la flambée des prix de « l'or noir ».
En 1977, il devient vice-président de la Commission européenne pour les affaires économiques et financières. Il est alors l'un des principaux artisans de la fondation du Système monétaire européen et de l'unité de compte européenne (l’ECU).
En 1983, il contribue de manière notable à éviter l'éclatement du SME à la suite d'une sortie envisagée du franc par le président français François Mitterrand,.

#### Compagnie française des pétroles
En octobre 1984, François Mitterrand nomme François-Xavier Ortoli président-directeur général de la Compagnie française des pétroles, qui deviendra Total en 1991. Il occupe cette fonction jusqu'en 1990, année où il devient le président du Conseil national du patronat français international.

### Vie privée
François-Xavier Ortoli était marié et père de quatre enfants.

## Synthèse de son parcours

### Fonction publique
- Directeur de cabinet du premier ministre Georges Pompidou de 1962 à 1966.
- Commissaire général au Plan de 1966 à 1967.

### Fonctions ministérielles
- Du 29 avril 1967 au 31 mai 1968 : ministre de l'Équipement et du Logement, dans le quatrième gouvernement Pompidou.
- Du 31 mai au 10 juillet 1968 : ministre de l'Éducation nationale, dans le quatrième gouvernement Pompidou.
- Du 10 juillet 1968 au 16 juin 1969 : ministre de l'Économie et des Finances, dans le gouvernement Couve de Murville.
- Du 22 juin 1969 au 5 juillet 1972 : ministre du Développement industriel et de la Recherche scientifique, dans le gouvernement Chaban-Delmas.

### Fonction élective
- Du 11 juillet au 12 août 1968 : député UDR de la 1re circonscription du Nord.
- De 1969 à 1975 : conseiller général du canton de Lille-Ouest

### Commission européenne
- Président de la Commission européenne de 1973 à 1977 :
  - commission Ortoli.
- Vice-président de la Commission européenne de 1977 à 1985.

## Décorations
- Grand officier de la Légion d'honneur (2000)[20].
- Grand officier de l'ordre national du Mérite (1995)[21].
- Croix de guerre 1939-1945[22].
- Médaille de la Résistance par décret du 24 avril 1946[23].
- Médaille militaire[2].